# 夏恋
「夏恋」（なつこい）は、シドの6作目のシングル。2007年7月11日にデンジャークルー・レコードから発売された。

## 解説
- 初回限定盤2種類と通常盤の3タイプで発売された。
- 初回限定盤のDVDには「SID TOUR 06⇒07 ”play” 追加公演 ”Re-play”」のライヴ映像がそれぞれ収録されている。

## 収録曲
1. 夏恋
作詞:マオ、作曲:しんぢ
  - テレビ朝日系列『すくいず!』エンディングテーマ
2. プロポーズ
作詞:マオ、作曲:しんぢ
激しい曲調で「タイトルと曲調との、いい意味で予想を裏切れるギャップを狙った(マオ談)」。

## 収録アルバム
センチメンタルマキアート(#1)
Side B complete collection〜e.B〜 (#2)
SID ALL SINGLES BEST(#1)
SID 10th Anniversary BEST(#1)